# Ladawan Mulasartsatorn
Ladawan Mulasartsatorn (Thai: ลดาวัลย์ มูลศาสตรสาทร; * 18. März 1970) ist eine ehemalige thailändische Badmintonspielerin.

## Sportliche Karriere
1992 startete Ladawan Mulasartsatorn bei Olympia im Damendoppel mit Piyathip Sansaniyakulvilai. Dort gewannen beide ihr Erstrundenmatch gegen Martine de Souza und Vandanah Seesurun aus Mauritius mit 18:15 und 15:5. In der zweiten Runde verloren sie gegen Gil Young-ah und Shim Eun-jung mit 8:15 und 6:15 und wurden somit in der Endabrechnung Neunte.
National siegte sie bei den thailändischen Meisterschaften 1989 im Mixed mit Siripong Siripool. 1990, 1991 und 1992 konnten beide diesen Titel verteidigen. 1992 gewann sie den Damendoppeltitel mit Piyathip Sansaniyakulvilai.